# セルフサポート
株式会社セルフサポートは、障害者就労支援事業を主とする日本の企業。東京都港区に所在する。

## 事業内容
- 障害者の雇用促進コンサルタント
- 障害者求人サイトの運営事業（パラリンワーク）
- 障害者アートの支援事業（パラリンアート）

## 沿革
- 2007年 - 企業に対して障害者雇用促進法に基づく障害者雇用義務の達成を働きかけるとともに、障害者の真のノーマライゼーションを目的とした就労場所の開拓を目的に会社設立。
- 2008年 - 障害者アーティストの芸術作品を「パラリンアート」とし、作者の就労と経済的な自立を目的に作品複製画の法人向けレンタルと個人向け販売を開始。障害者コミュニティーサイト「パラリンタウン」および障害者求人サイト「パラリンワーク」の運営開始。
- 2009年 - 大塚商会が運営する個人向けECサイト「ぱーそなるたのめーる」にてパラリンアートの販売開始。テンプスタッフの子会社、テンプスタッフフロンティアが行う障害者専門の有料職業紹介事業をパラリンワーク内で運営開始。

## 関連会社
- ペアレンツ
- マッサージ師事務代行センター
- ケアプラス
- ヒットサイト
- イデア